# إدوارد روبين
إدوارد روبين هو مهندس ميكانيك سويسري، ولد في 17 يوليو 1846 في ثون في سويسرا، وتوفي في 6 يوليو 1920.

## معرض صور

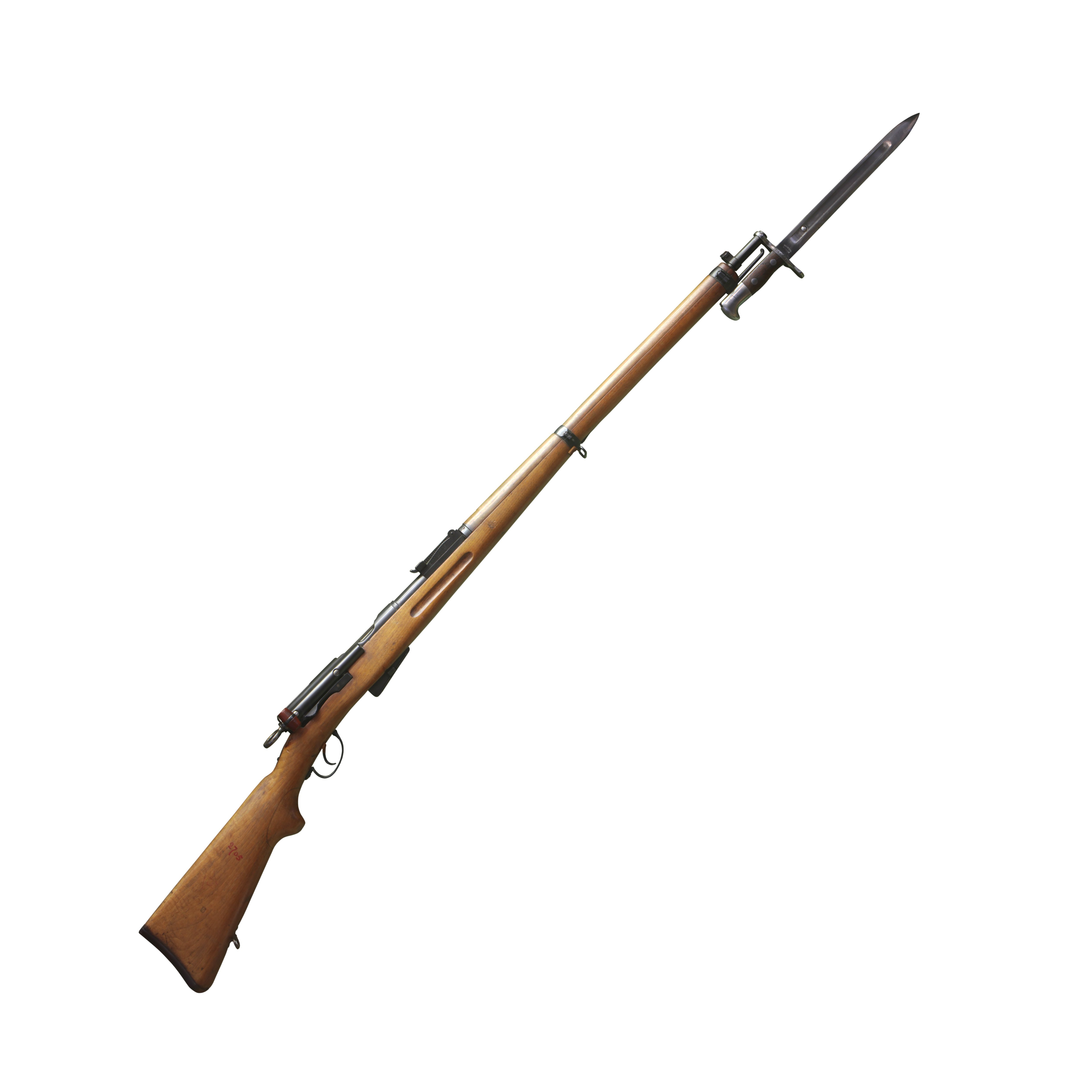
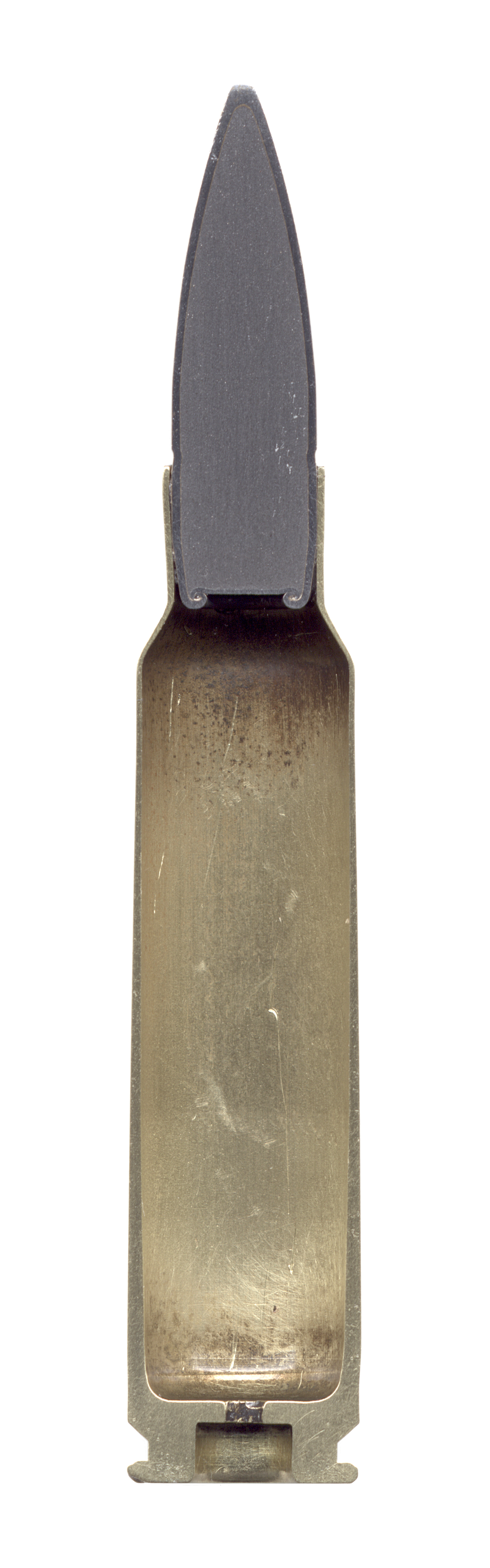
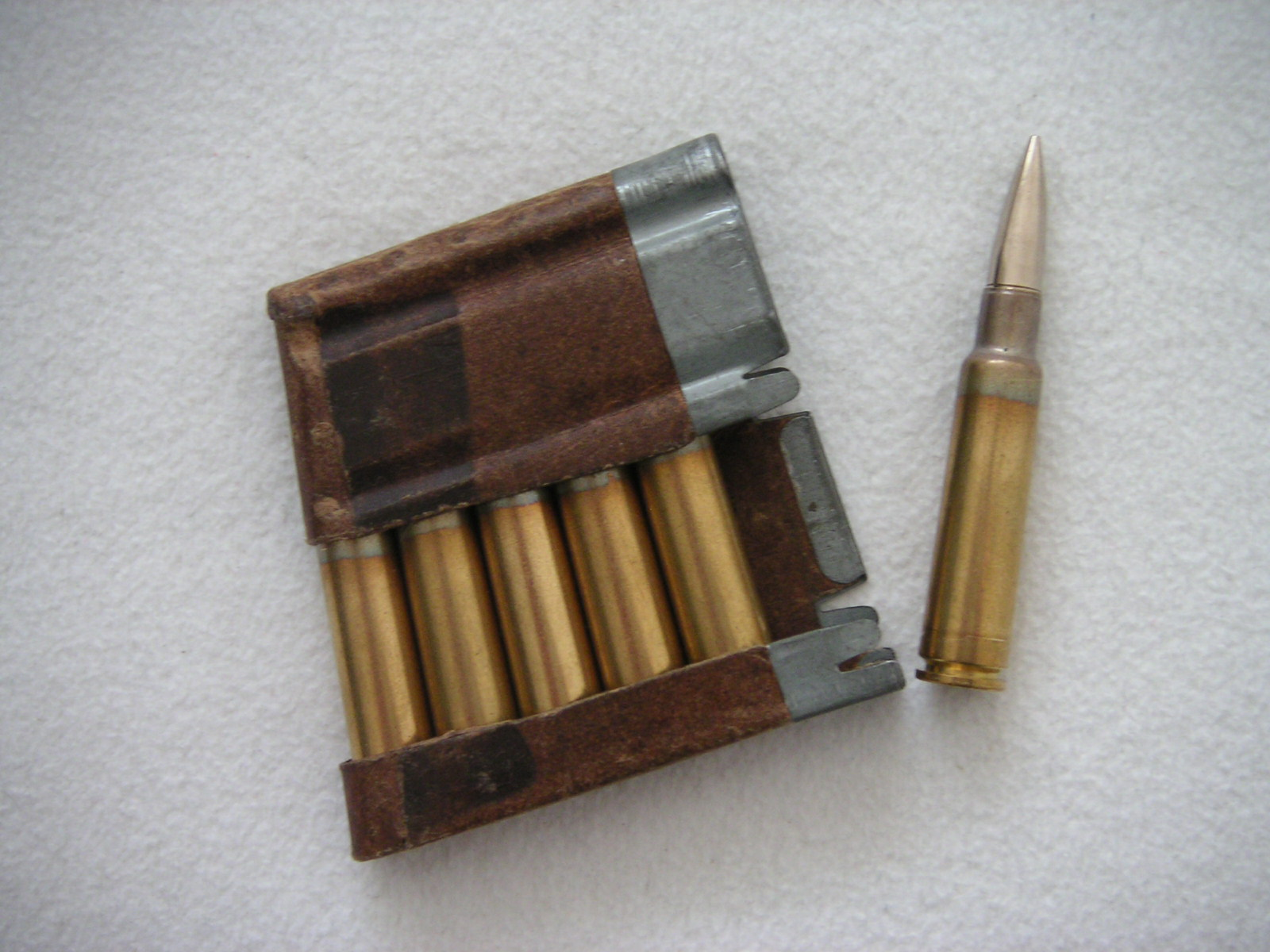
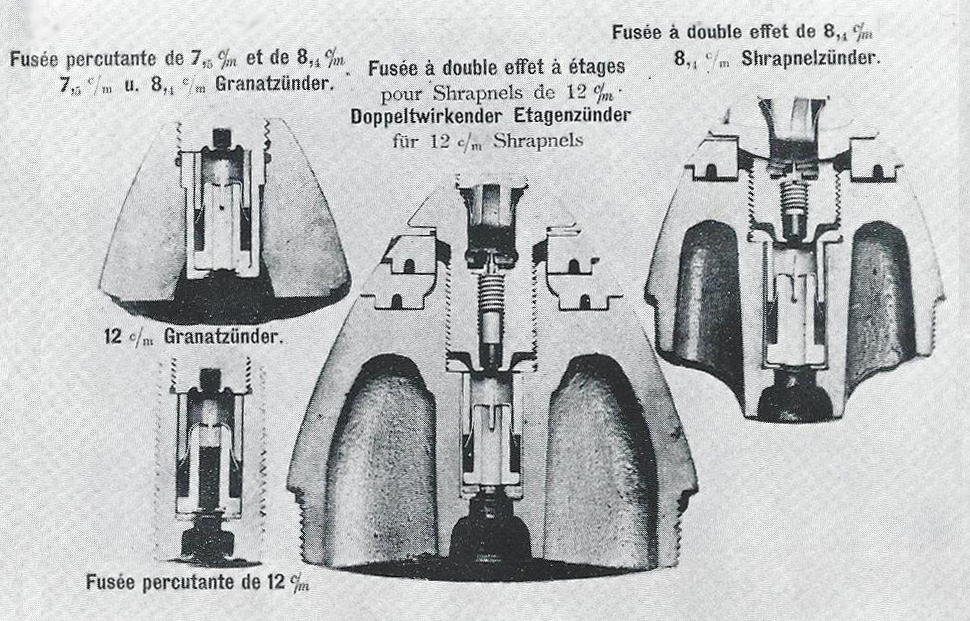